# 1961年马来亚
| 马来西亚历史 / 马来西亚历史年表 |
| 世紀： 19世纪马来亚 / 20世纪马来亚 · 20世纪马来西亚 / 21世纪马来西亚                                                                                 |
| 年代： 1930年代马来亚 / 1940年代马来亚 / 1950年代马来亚 / 1960年代马来亚 · 1960年代马来西亚 / 1970年代马来西亚 / 1980年代马来西亚 / 1990年代马来西亚 |
| 年份： 1957年马来亚 / 1958年马来亚 / 1959年马来亚 / 1960年马来亚 / 1961年马来亚 / 1962年马来亚 / 1963年马来西亚 / 1964年马来西亚 / 1965年马来西亚    |
| 紀年： 辛丑年（牛年）、马来亚联合邦独立4周年 |

本文列出了1961年马来亚联合邦的重要事件，以及著名人物的出生和逝世。

## 大事纪
- 1月4日：玻璃市拉惹端姑赛布特拉加冕为第三任国家元首。
- 1月16日：英国共和联邦事务部及殖民地大臣邓肯·桑兹飞抵马来亚，在金马仑高原召开英国、马来亚、新加坡高峰会议。这项会议被外界视为探讨东南亚局势为重点，是制定“马来西亚计划”的秘密会议[1]。
- 1月24日：首相东姑阿都拉曼视察距离亚罗士打约30英里的双溪杖土地发展计划。此计划是吉打州规模最大和最进步的计划[2]。
- 5月27日：东姑阿都拉曼借用东南亚外国通讯社俱乐部在新加坡亚达菲酒店举行的午餐会上讲话时建议将东南亚英属五邦合拼成一个“大马来西亚国家”[1]。
- 6月28日：苏丹沙拉胡丁阿都阿兹沙加冕为第八任雪兰莪苏丹。
- 7月17日：端姑雅亚·柏特拉加冕为吉兰丹苏丹。
- 8月26日：半岛马来亚画家协会在吉隆坡英国文化协会礼堂举行展览会，并由东姑阿都拉曼主持揭幕仪式[3]。
- 10月24日：东姑阿都拉曼飞往南越作正式访问，直至10月26日[4]。
- 10月30日至11月18日：科伦坡计划咨询委员会第13次会议在吉隆坡举行。
- 11月16日：东姑阿都拉曼率团前往英国，目的在于与英国政府商谈有关大马来西亚计划的问题[5]。
- 11月18日：副首相敦阿都拉萨与财政部长陈修信也抵达英国[6]。
- 11月20日：马英两国开始谈判[7]。
- 11月21日：巨星比·南利与出生新加坡的演员兼歌手莎罗马结婚[8]。

## 出生
- 1月2日：莫扎尼·马哈迪，商人、前首相马哈迪·莫哈末的儿子
- 1月9日：扎希迪·再诺阿比丁，政治人物
- 6月17日：马袖强，政治人物
- 8月5日：希山慕丁·胡先，政治人物和部长
- 8月5日：南茜苏克利，政治人物
- 8月13日：里兹川哈兴（Ridzuan Hashim），演员（2023年逝世）[9]
- 9月29日：倪可汉，政治人物
- 10月13日：廖中莱，政治人物
- 11月24日：达基尤丁哈山，政治人物
- 12月1日：沙拉胡丁阿育，政治人物（2023年逝世）[10]

## 逝世
- 4月28日：赛益·阿都拉·法欣（英语：Syeikh Abdullah Fahim），学者、前首相阿都拉·巴达威的祖父